# 塞巴斯蒂安·肖
塞巴斯蒂安·刘易斯·肖（英語：Sebastian Lewis Shaw，1905年5月29日—1994年12月23日）是英格兰演员、戏剧导演、小说家、剧作家和诗人，前后65年间曾出演数十部舞台剧和四十余部影视作品。
肖在诺福克郡霍尔特长大，八岁时就在伦敦剧院首度登台，并在格瑞萨姆学院和皇家戏剧艺术学院学习表演。他主要是在伦敦戏剧界演出，后于1929年首次在百老汇剧院登台，在《夺魂索》扮演其中一名凶手。1930年的《种族制度》是他首度出演电影，此后他迅速在电影界积累名气。肖自称“烂演员”，年轻时获得青睐的主要原因是长得帅。他自认在第二次世界大战结束并从英国皇家空军退役后，表演才渐趋成熟。
肖主要因出演莎士比亚剧作闻名，评论认为他的演技大胆而超前。1966年，肖加入皇家莎士比亚剧团并在此演出十年之久，许多演出备受赞誉。他还作有多首诗作和1975年的小说《洗礼》。1983年，他在《星際大戰正傳三部曲》之三《星球大战3：绝地归来》短暂出镜，扮演摘下面具但已决定洗心革面的阿纳金·天行者，还在片尾饰演天行者的絕地英靈。

## 早年经历
塞巴斯蒂安·刘易斯·肖的父亲杰弗里·肖（Geoffrey Shaw）是诺福克郡独立寄宿学校格瑞萨姆学院（Gresham's School）的音乐教育学硕士，塞巴斯蒂安也是在该校开始接受教育。塞巴斯蒂安的叔叔马丁·肖（Martin Shaw）是基督教音乐作曲家，热带音乐的家人对塞巴斯蒂安日后职业道路影响很大。

## 事业

### 早期
1914年元旦，年仅八岁的肖在切尔西区皇家宫廷剧院（Royal Court Theatre）首度登台，是剧中少年乐队成员。他在格瑞萨姆学院期间曾出演《馴悍記》中的彼特鲁乔（Petruchio），为他日后大量参与威廉·莎士比亚戏剧演出打基础。在剧中诠释凯瑟琳娜（Katherina）、与肖对戏的同学威斯坦·休·奥登日后成为名声显赫的诗人。肖离开格瑞萨姆学院后一度想当画家，但在斯莱德美术学院学习两年后决定改学表演，父亲对此批评他：“你到底什么时候才能想清楚”。接下来他进入伦敦布卢姆茨伯里皇家戏剧艺术学院就读并赢得奖学金。查尔斯·劳顿与肖同时入学，肖对他的第一印象是“可怜的胖小子”。肖和其他同学起初都觉得劳顿很可怜，但很快就为他的才能折服。

肖在布里斯托尔、利物浦、赫爾河畔京士頓的地区剧院登台演出，并于1925年来到伦敦，在《太阳标志》（The Sign of the Sun）饰演天使长，又先后在《不变的女神》（The Constant Nymph）出演刘易斯·多德（Lewis Dodd）和少校。此后，他在埃文河畔斯特拉特福斯特拉特福节公司（Stratford Festival Company）获得知名戏剧导演威廉·布里奇斯-亚当斯（William Bridges-Adams）的诗歌朗诵指导，还在此参演莎士比亚剧作，如1926年在《罗密欧与朱丽叶》扮演罗密欧，在《暴风雨》饰演腓迪南（Ferdinand），在《亨利四世》诠释哈尔王子（Prince Hal）。肖在《亨利四世》的大胆演出受到批评。剧中哈尔王子登上王位后把法斯塔夫拒之门外，根据以往演出惯例，昔日能与法斯塔夫畅饮的王子已变成傲慢势利小人。但肖认为这样的变化太肤浅，与莎士比亚原著不符。在他的诠释下，王子对离开法斯塔夫颇显遗憾，最后接受新的责任。肖的解读当时受到批评，但随着时间推移已成为扮演哈尔王子的标准。
1929年，肖首度在百老汇登台，在帕特里克·汉密尔顿（Patrick Hamilton）的惊悚舞台剧《夺魂索》（Rope）扮演凶手温德姆·布兰登（Wyndham Brandon）。1929年，肖与玛格丽特·德拉梅尔（Margaret Delamere）结为连理，新人住在伦敦皮卡迪利街的奥尔巴尼（Albany）公寓楼。两人的独女德鲁西拉（Drusilla）在1932年出生。1931年，肖回归莎士比亚剧作演出，在伦敦财富剧场（Fortune Playhouse）上演的《一报还一报》（Measure for Measure）出演克劳狄奥（Claudio）。1932年，他又在伦敦使馆剧院（Embassy Theatre）再度诠释罗密欧。此后几年他出演的剧作包括：1933年艾弗·诺韦洛（Ivor Novello）的《阳光姐妹》（Sunshine Sisters）、1934年与女演员西碧尔·索恩迪克（Sybil Thorndike）共同出演的《双重门》（Double Door）、1937年J·M·巴里的《灰姑娘之吻》（A Kiss for Cinderella），以及1938年罗伯特·莫利（Robert Morley）的《天呐，真悲哀》（Goodness, How Sad）。
1930年的《种族制度》（Caste）是肖首度出演电影，此后他迅速在电影界积累名气，先后出演1935年的电影《布鲁斯特的百万横财》（Brewster's Millions），1936年的《人不是神》（Men Are Not Gods）和1937年的《运兵舰》（Farewell Again）。这段时间他平均每周进账约三百英镑，远远超出英国首相。1937年，他在电影《尖叫人》（The Squeaker）出演弗兰克·萨顿（Frank Sutton），《每日电讯报》称该角为“油滑的恶棍”。1939年，他与康拉德·维德和瓦莱丽·霍布森一起主演麥可·鮑爾与艾默利·普萊斯柏格首次合作的影片《黑色间谍》（The Spy in Black）。肖自称电影迷，觉得奥斯卡金像奖得主史賓塞·屈賽是“所有电影演员的大神”，他对屈賽的演技推崇倍至，声称观看屈賽的电影让人难受，因为后者总让表演看起来好像很容易，对此肖认为，要做到自我把握实在太难。

### 第二次世界大战及战后经历
第二次世界大战爆发后，肖暂停演出加入英国皇家空军。1941年4月25日，他获行政和特别职责科（Administrative and Special Duties Branch）委任为临时代理飞行员，并在三个月后晋升临时空军少尉，然后再度晋升空军中尉，直至空军上尉。但从《卫报》刊登的讣告来看，他基本上没有参与实战，上级还告诉他，如果真派上战场，他也只能当尾炮手。部分战友追着肖要签名，还有些人嘲笑他那雅致的口音，对此他的回应是绘声绘色地模仿他们说话。战争结束后，他继续在英国皇家空军志愿后备队（Royal Air Force Volunteer Reserve）任职直到1954年2月10日辞职，军方准许他保留军衔。
战争结束并返回伦敦后，肖很快就失去演出合同和位于奥尔巴尼的公寓，而且演艺生涯基本上要重新开始。他在战争爆发前就已出演20部电影，而且在领导力方面已经名声在外，但多年后却自认在30年代只能算“烂演员”（a rotten actor），获得戏份的主要原因是长得帅。对于二战前的银幕演出经历，肖自称“电影肌肉男”。在他看来，退伍返乡后，自己才真正学会如何演出，表演渐趋成熟。接下来肖的从军经历发挥作用，让他得以在1946年皇家空军的培训片《共同之旅》（Journey Together）扮演飞行员，爱德华·罗宾逊在片中教导李察·艾登堡祿如何飞行。
1945年，肖回归使馆剧院执导费奥多尔·米哈伊洛維奇·陀思妥耶夫斯基的《赌徒》。此后几年他出演的重要角色包括：1946年汉默史密斯抒情剧院（Lyric Theatre）《色雷斯马》（The Thracian Horses）中的赫丘利，1947年在诺丁山门（Notting Hill Gate）墨丘利剧院（Mercury Theatre）上演的弗罗丽达·斯科特-麦克斯韦（Florida Scott-Maxwell）实验剧作《自言自语》（I Said to Myself）饰演赫恩-劳伦斯先生（Mr. Hern-Lawrence）；1950年沙夫茨伯里剧院歌剧《阁下》（His Excellency）中的詹姆斯·柯康爵士（Sir James Kirkham），1951年又在新剧院演出的阿瑟·温·皮内罗（Arthur Wing Pinero）剧作《整理房间》（His House In Order）诠释国会议员菲尔默·杰森（Filmer Jesson）。1956年，胡戈·冯·霍夫曼史塔的《世人》（Everyman）首度在英国制作，肖得以扮演主角。同年，他为父亲的民谣歌剧《一切归于大海》（All at Sea）填词，节目在南肯辛顿的皇家音乐学院演出。1957年，他在什罗普郡什魯斯伯里上演的《路西法兄弟》（Brother Lucifer）诠释路西法，还在爱丁堡参演乔纳森·格里芬（Jonathan Griffin）的《隐藏国王》（The Hidden King），饰演险恶的威尼斯商贩。
随着年龄的增长，肖在戏剧界声名鹊起，并以敏锐、机智和高贵的表演风格闻名。虽然英俊的外表逐渐老去，但评论界认为他那饱经风霜的脸为演出增色不少，特别是扮演将军、牧师以及熟悉的莎翁角色时，更能让人感到庄严和自信。1956年，夫人玛格丽特撒手人寰，留下丈夫和独女德鲁西拉。20世纪50年代中期，肖与昔日的经纪人、知名古典音乐和歌剧星探琼·英格彭（Joan Ingpen）陷入热恋，英格彭甚至改姓肖直到他去世。不过，20世纪80年代在拉德洛的拉德洛城堡演出期间肖曾遇到唱片骑师约翰·皮尔的母亲哈里特·拉文斯克鲁夫特（Harriet Ravenscroft），两人发生短暂恋情。经三方同意，肖前后四天在两名女子间轮流转。皮尔虽然看到母亲开心所以没有干涉，但他还是对三人的这种“安排”不以为然，觉得这会破坏母亲的交友，而且对建立更加稳定的关系不利。
1965年，英国剧院导演威廉·加斯基尔（William Gaskill）当上皇家宫廷剧院（Royal Court Theatre）艺术总监。为了重演昔日剧目，他找上童年时就在此首度登台的肖，后者同意回归。此后几年，肖在皇家宫廷剧院出演众多剧目，如约翰·奥斯本（John Osborne）《我的爱国者》（A Patriot for Me）中的康拉德·冯·霍岑多夫将军（General Conrad von Hotzendorf）；安·杰里科（Ann Jellicoe）作品《雪莱》（Shelley）中的多个角色；诺曼·弗雷德里克·辛普森（N.F. Simpson）剧作《克里斯塔滑雪道》（The Cresta Run）中的弗朗西斯·哈克爵士（Sir Francis Harker）；约翰·雅顿（John Arden）作品《马斯格雷夫中士之舞》（Serjeant Musgrave's Dance）中的二等兵阿特克里夫（Atterclife）。

### 皇家莎士比亚剧团
1966年，肖加入皇家莎士比亚剧团并持续工作十年，最后成为剧团大艺术家。他主要出演莎士比亚剧作，包括《辛白林》的同名主人翁，《理查二世》（Richard II）中兰利的埃德蒙，《终成眷属》（All's Well That Ends Well）中的国王，《特洛伊罗斯与克瑞西达》中的奥德修斯和《无事生非》中的里奥那托（Leonato）。《泰晤士报》称赞他扮演的辛白林“令人敬畏”，《獨立報》认为他在《哈姆雷特》中对波洛涅斯（Polonius）自满和情境感的诠释“无与伦比”。《每日电讯报》称他在《李尔王》中扮演的格罗斯特（Gloucester）令人哀伤，《麦克白》中的邓肯十分得体。评论认为，皇家莎士比亚剧团这段时间上演的众多莎翁剧解读新颖，构想超前，为此也招来部分传统主义者批评。肖支持剧团的实验演出，反对剧作应该严格遵从固有解读的看法。
《每日电讯报》认为，肖在皇家莎士比亚剧团工作就像罗伯特·鲍特（Robert Bolt）儿童剧《鲍利格鲁男爵的阻挠》（The Thwarting of Baron Bolligrew）中的奥布隆·费兹·奥布隆爵士（Sir Oblong Fitz Oblong）那样，体现出“执拗的魅力”。他的演艺生涯还以冷面笑匠天赋闻名，特别是他在马克西姆·高尔基剧作《敌人》（Enemies）和《避暑客》（Summerfolk）中的演出。此外，肖还在乔纳森·米勒（Jonathan Miller）制作的安东·帕夫洛维奇·契诃夫剧作《三姐妹》（Three Sisters）和《伊万诺夫》（Ivanov）中展示出表演俄罗斯喜剧的特殊决窍。
1978年，《这究竟是谁的生命》（Whose Life Is It Anyway?）在黑衣修士的人鱼剧院（Mermaid Theatre）首演，不但拿下劳伦斯·奥利弗奖最佳戏剧奖，汤姆·康蒂（Tom Conti）也夺得最佳男演员奖，肖在剧中扮演的法官同样赢得赞誉。已经73岁的肖继续演出，遭窃后亲自追上并逮捕小偷，取回财产。同年，侄子布莱恩·奥申（Brian Ocean）画下他的裸体像。肖晚年因疾病导致身体不受控制地发科，对他的电视演出不利，特别是在需要拿起杯子或饮料托盘的时候。1979年，他出演查尔斯·狄更斯小说改编的迷你电视剧《老古玩店》（The Old Curiosity Shop），还在乔治·梅瑞狄斯小说《哈里·里士满历险记》（The Adventures of Harry Richmond）改编的广播节目为贝尔汉姆（Beltham）配音，《每日电讯报》称他的表演“饱含深情”。他还为其他广播节目配音，其中既有莎士比亚剧作，也有现代作品，如萧伯纳剧作《人与超人》（Man and Superman）改编节目的主角约翰·坦纳（John Tanner），广播时长达五小时。

### 写作生涯
1961年，肖完成第一部剧本《夺命》（Take a Life）。他在人鱼剧院导演剧目演出并亲自扮演主角侦探。同年，他在都柏林戏剧节（Dublin Theatre Festival）上演的两部萧伯纳剧作出演主角，分别是《华伦夫人的职业》（Mrs. Warren's Profession）和《康蒂妲》（Candida）。在此期间，他还以女儿20出头时与同龄女子合租公寓的真实经历为灵感写出电视喜剧节目大纲。肖将剧本拿到格拉纳林电视公司，公司表示很有兴趣，但他们最终选择的是后来长期播映的英国肥皂剧《加冕街》。
肖有条件地接演影视或戏剧作品，要求对角色台词拥有自由裁量权，哪怕是完全重写。他曾出演1966年的二战电影《纳粹暴行录》（It Happened Here），亲自改写所扮人物的大量台词，导演事后表示台词修改后令人物更加鲜明，进而提升表演档次。他还从其他角度介入电影制作，如演员敲定，片中扮演他妻子的菲奥娜·利兰（Fiona Leland）就是肖向剧组举荐。他完成多部剧作，如《船钟》（The Ship's Bell）、《悬崖步道》（The Cliff Walk）、《玻璃迷宫》（The Glass Maze）和《死路》（Cul de Sac）。他还写有不少诗歌，并收集起来在1969年通过艾希特大學出版社限量发行三百本。
1975年，肖完成他唯一的长篇小说《洗礼》（The Christening）。主人翁迈尔斯·麦格威克（Miles Madgwick）自认是双性恋，但又没有勇气通过性交证实，所以把大部分性幻想写进日记。麦格威克遇到已婚女子爱丽丝（Alice）和儿子罗德尼（Rodney），他一方面很喜欢罗德尼的童真，另一方面又将孩子母亲视为异性恋人的象征。爱丽丝开始对丈夫感到厌烦，逐渐爱上麦格威克，后者与母子二人继续来往，但心中感受复杂难明。罗德尼某日打算在麦格威克家过夜，载两人回家的出租车司机发现一些奇怪举动后指控麦格威克是鸡奸犯。爱丽丝怀孕后希望麦格威克成为新生儿的教父，出租车司机威胁要举报麦格威克，他左右为难，不想失去人生中第一段亲密关系，又害怕司机说到做到从此名声扫地。
书籍封面内页的介绍写道：莎士比亚戏剧杰出演员塞巴斯蒂安·肖温柔而敏感的黑色喜剧小说，探索十分罕见的性与情感接触领域，不幸的是，如此领域罕见之余更难让人理解。肖一度计划为小说命名《教父》（The Godfather），事后表示很高兴没同馬里奧·普佐的热门小说重名。肖自称完成《洗礼》后就开始创作另一部小说，但始终没有面世。他的回忆录于2016年（去世二十余年后）出版。

### 《绝地归来》
1982年，肖获选在《星際大戰正傳三部曲》之三《星球大战3：绝地归来》短暂出镜，扮演临死前摘下面具且已决定洗心革面的阿纳金·天行者。与正傳三部曲的前两部一样，人物戴上面具时的镜头由大卫·鲍罗斯（David Prowse）和特技替身鲍勃·安德森（Bob Anderson）演出，台词和特殊的呼吸声分别由詹姆斯·厄尔·琼斯（James Earl Jones）和本·贝尔特（Ben Burtt）配音，肖出演的只有一个镜头，即馬克·漢米爾饰演的卢克·天行者登上第二颗死星，并亲手为垂死父亲摘下面具的一幕。考虑到这场戏无疑是电影的情感高潮，剧组决定请更有经验的演员扮演阿纳金。肖很熟悉前两部《星球大战》电影，这与许多人的普遍认知恰恰相反。他在接受科幻电影杂志《星志》（Starlog）采访时表示很喜欢两部电影，特别是片中视觉特技：“精湛的技术手段，在许多角度来看都非常新颖，堪称革命”。
肖抵达片场时遇到在片中饰演帝国皇帝白卜庭的朋友伊恩·麦克迪阿梅德（Ian McDiarmid），麦克迪阿梅德问他来干嘛，肖回答：“老天，我也不知道，估计是跟什么科幻玩意儿有关吧”。拍摄当天，仅有极少数演员和剧组人员知道他在场，同时肖又因合同限制不得与包括家人在内的任何人谈论片中秘密。摘下面具的镜头由理查德·马昆德（Richard Marquand）导演，台词没有任何修改，当天仅用几遍就完成摄制。2004年重新发行的用数字手段修改部分镜头。如去除肖的眉毛来与《星球大战前传3：西斯的复仇》片尾阿纳金受伤相符。肖的眼睛颜色也变成与《星球大战前传3：西斯的复仇》和《星球大战前传2：克隆人的进攻》中饰演阿纳金的海登·克里斯滕森相同。
肖在片尾以阿纳金絕地英靈的形象出现，这场戏由《星球大战》主创人乔治·卢卡斯亲自导演，但2004年版中也被克里斯滕森的形象代替。事实证明，这些改动争议极大。
阿纳金摘下面具的镜头一共只有两分七秒，肖的台词只有24个单词，但赢得的影迷来信和签名请求已经超过他出演的任何角色。据肖事后回忆，他非常喜欢这次摄制经历，得知市场上出现根据他片中形象制作的可動人偶后深感惊讶。

### 晚年
肖进入晚年后继续工作，20世纪80年代初，他与皇家莎士比亚剧团同仁伊恩·理查森（Ian Richardson）、约翰·纳特尔斯（John Nettles）、马丁·贝斯特（Martin Best）和安·弗班克（Ann Firbank）一起加入表演系师生讨论和研讨会。虽然已经很少再出演电影，但他在1987后紐約影展期间又因出演克莱尔·佩普洛（Clare Peploe）作品《旺季》（High Season）中的冷战间谍夏普（Sharp）倍受赞誉。《圣地亚哥联合论坛报》（The San Diego Union-Tribune）称赞肖的演出“可爱而带有甜蜜的吸引力”。他最后几次演出包括1988和1989年圣诞假期在巴比肯藝術中心上演的音乐剧《绿野仙踪》中扮演巫师。《泰晤士报》称，观众很高兴能从奥兹国巫师的巨大甲壳伪装背后辨认出他那甜蜜的威胁声。肖成为嘉里克文学俱乐部（Garrick Club）的名誉终身会员，俱乐部的其他成员包括查尔斯·狄更斯、·巴里、金斯利·艾米斯、艾倫·亞歷山大·米恩、但丁·加百列·羅塞蒂、約翰·艾佛雷特·米萊和爱德华·埃尔加。

## 谢世
1994年12月23日，塞巴斯蒂安·刘易斯·肖在英格兰萨塞克斯郡布莱顿自然死亡，享年89岁。追悼会于1995年2月15日在因长期与戏剧界关系密切而得名“演员教堂” 的科文特花园圣保罗教堂举行。男演员伊恩·理查森和本·金斯利在场朗诵莎士比亚作品选段，女演员埃斯特尔·科勒（Estelle Kohler）朗诵维多利亚时代诗人伊丽莎白·巴雷特·勃朗宁的《如何爱你》（How Do I Love Thee?），女演员希拉·艾伦（Sheila Allen）朗诵威尔士诗人乔治·赫伯特的《人生》（Life），男演员簡尼夫·班納朗读法政牧師亨利·斯科特·霍兰德（Henry Scott Holland）的作品。肖自创诗作《双子座》（Gemini）也在追悼会上宣读。男中音歌唱家斯蒂芬·瓦尔科（Stephen Varcoe）献唱约翰内斯·勃拉姆斯的《你是我的女王》（Wie bist du meine Königin），格雷厄姆·约翰逊（Graham Johnson）提供钢琴伴奏。马丁·贝斯特演唱《暴風雨》中的《爱丽儿的歌》，由他亲自作曲并演奏吉他。除爱侣英格彭外，肖留下的亲人还有女儿德鲁西拉·麦克劳德（Drusilla MacLeod）、妹妹苏珊·邦纳-摩根（Susan Bonner-Morgan）和佩内洛普·哈尼斯（Penelope Harness），以及妹夫奥尔加·杨（Olga Young）。

## 影视作品
| 年份 | 片名                                    | 角色                   | 附注                                   |
| ---- | --------------------------------------- | ---------------------- | -------------------------------------- |
| 1930 | 《种族制度》                            | 尊敬的乔治·德罗伊      | [ 29 ]                                 |
| 1933 | 《无名小女》（Little Miss Nobody）                        | 帕特·凯里（Pat Carey）          | [ 30 ]                                 |
| 1933 | 《梦之屋》（House of Dreams）                          | 不明                   | [ 31 ]                                 |
| 1933 | 《天堂出租车》（Taxi to Paradise）                      | 汤姆·范肖（Tom Fanshawe）          | [ 32 ]                                 |
| 1934 | 《四个蒙面客》（The Four Masked Men）                      | 亚瑟·菲利普斯（Arthur Phillips）      | [ 33 ]                                 |
| 1934 | 《找到你的人》（Get Your Man）                      | 罗伯特·霍尔比姆（Robert Halbean）    | [ 34 ]                                 |
| 1934 | 《冒险公司》（Adventure Ltd.）                        | 布鲁斯·布兰福德（Bruce Blandford）    | [ 35 ]                                 |
| 1935 | 《青春之路》（The Way of Youth）                        | 艾伦·马蒙中尉（Lt Alan Marmon）      | [ 36 ]                                 |
| 1935 | 《布鲁斯特的百万横财》                  | 弗兰克（Frank）             | [ 37 ]                                 |
| 1935 | 《小伙子》（The Lad）                          | 吉米（Jimmy）               | [ 38 ]                                 |
| 1935 | 《三证人》（》                          | 罗杰·特鲁斯科特（Roger Truscott）    | [ 39 ]                                 |
| 1935 | 《银禧之窗》（Jubilee Window）                        | 彼得·沃德（Peter Ward）          | [ 40 ]                                 |
| 1935 | 《百货商店》（Department Store）                        | 约翰·古德曼·约翰逊（John Goodman Johnson） | [ 41 ]                                 |
| 1936 | 《黑桃》（）                            | 特伦特（Trent）             | [ 42 ]                                 |
| 1936 | 《我们明天的生活》（Tomorrow We Live）                  | 埃里克·莫顿（Eric Morton）        | [ 43 ]                                 |
| 1936 | 《一丘之貉》（Birds of a Feather）                        | 杰克·沃特尔（Jack Wortle）        | [ 44 ]                                 |
| 1936 | 《陪审团的证据》（Jury's Evidence）                    | 菲利普（Philip）             | [ 45 ]                                 |
| 1936 | 《人不是神》                            | 埃德蒙·戴维（Edmund Davey）        | [ 46 ]                                 |
| 1937 | 《运兵舰》                              | 吉尔伯特·里德上尉（Capt. Gilbert Reed）  | [ 47 ]                                 |
| 1937 | 《尖叫人》                              | 弗兰克·萨顿            | [ 48 ]                                 |
| 1939 | 《危险生活》（Too Dangerous to Live）                        | 雅克·勒克莱尔（Jacques Leclerc）      | [ 49 ]                                 |
| 1939 | 《黑色间谍》                            | 阿辛顿中尉（Lieutenant Ashington）         | [ 50 ]                                 |
| 1940 | 《言之有理》（Now You're Talking）                        | 查尔斯·汉普顿（Charles Hampton）      | [ 51 ]                                 |
| 1940 | 《沉默三人》（Three Silent Men）                        | 詹姆斯·昆汀爵士（Sir James Quentin）    | [ 52 ]                                 |
| 1940 | 《斗牛犬已识破》（Bulldog Sees It Through）                    | 德里克·辛克莱尔（Derek Sinclair）    | [ 53 ]                                 |
| 1940 | 《飞行队》（The Flying Squad）                          | 布雷德利督查（Inspector Bradley）       | [ 54 ]                                 |
| 1941 | 《皮卡迪利东街》（East of Piccadilly）                    | 塔姆西·格林（Tamsie Green）        | [ 55 ]                                 |
| 1945 | 《共同之旅》                            | 马歇尔中队长（Squadron Leader Marshall）       | [ 56 ]                                 |
| 1947 | 《哈姆雷特》                            | 克劳迪乌斯             | [ 57 ]                                 |
| 1949 | 《玻璃山脉》（The Glass Mountain）                        | 布鲁斯·麦克劳德（Bruce McLeod）    | [ 58 ]                                 |
| 1949 | 《着陆》（Landfall）                            | 狄更斯空军中校（Wing Commander Dickens）     | [ 59 ]                                 |
| 1952 | 《英国广播公司周日夜间剧场》（BBC Sunday Night Theatre）        | 亚当·布兰登大主教（Archdeacon Adam Brandon）  | 分集：《大教堂》（The Cathedral）                   |
| 1953 | 《加冰威士忌》（Laxdale Hall）                      | 休·马维尔国会议员（Hugh Marvell, MP）  | [ 61 ]                                 |
| 1958 | 《扶手椅剧场》（Armchair Theatre）                      | 不明                   | 分集：《恐怖分子》（The Terrorist）                 |
| 1960 | 《萨布里小姐长眠于此》（Here Lies Miss Sabry）              | 詹姆斯·塔尔伯特（James Talbot）    | [ 63 ]                                 |
| 1966 | 《纳粹暴行录》                          | 理查德·弗莱彻博士（Dr. Richard Fletcher）  | [ 64 ]                                 |
| 1966 | 《走出未知》（Out of the Unknown）                        | 格雷戈里少校（Major Gregory）       | 分集：《终点》（Walk's End）                     |
| 1968 | 《终成眷属》                            | 法兰西国王             | [ 66 ]                                 |
| 1968 | 《仲夏夜之梦》（A Midsummer Night's Dream）                      | 昆斯（Quince）               | [ 67 ]                                 |
| 1972 | 《死亡之夜》（Dead of Night）                        | 波伊斯·贾布（Powys Jubb）        | 分集：《一了百了》（Death Cancels All Debts）                 |
| 1975 | 《村礼堂》（Village Hall）                          | 拉尔夫（Ralph）             | 分集：《23号区》（Lot 23）                   |
| 1977 | 《今日剧》（Play for Today）                          | 修道院长（Abbot General）           | 分集：《邪恶之选》（A Choice of Evils）                 |
| 1978 | 英国广播公司第二台《本周戏剧》（BBC2 ） | 卡尔·费奥多里奇（Carl Fiodorich）    | 分集：《丽莎》（Liza）                     |
| 1979 | 《法庭上的鲁波尔》（Rumpole of the Bailey）                  | 大法官斯克尔顿先生（Mr. Justice Skelton） | 分集：《鲁波尔和民俗展》（Rumpole and the Show Folk）           |
| 1979 | 《老古玩店》                            | 祖父                   | [ 73 ]                                 |
| 1981 | 《保姆芭芭拉》（Nanny）                      | 斯塔基先生（Mr. Starkie）         | 分集：《山羊和老虎》（Goats and Tigers）               |
| 1982 | 《一生最爱》（All For Love）                        | 塞西尔叔叔（Uncle Cecil）         | 分集：《唱歌跳舞一点点》（A Bit of Singing and Dancing）           |
| 1983 | 《街上天气》（The Weather in the Streets）                        | 柯蒂斯先生（Mr. Curtis）         | [ 76 ]                                 |
| 1983 | 《绝地归来》                            | 阿纳金·天行者          |                                        |
| 1983 | 《国家卫生》（The Nation's Health）                        | 瑟森医生（Dr. Thurson）           | 分集：《衰退》（Decline）                     |
| 1984 | 《刑事法院》（Crown Court）                        | 贝维斯大法官（Justice Bewes）       | 分集：《老妇人》（There Was an Old Woman）和《醉酒无妨》（Drunk, Who Cares） |
| 1987 | 《旺季》                                | 巴斯尔·夏普（Basil Sharp）        | [ 80 ]                                 |
| 1988 | 《建筑大师》（The Master Builder）                        | 克努特·布罗维克（Knut Brovik）    | [ 81 ]                                 |
| 1988 | 《急诊室的故事》                        | 不明                   | 分集：《德雷克的鼓》（Drake's Drum）               |
| 1989 | 《切尔沃斯》（Chelworth）                        | 托勒勋爵（Lord Toller）           | [ 83 ] [ 84 ]                          |
| 1991 | 《奇美拉》（Chimera）                          | 利亚斯基博士（Dr. Liawski）       | [ 85 ]                                 |
| 1992 | 《发达记》（Growing Rich）                          | 不明                   | [ 86 ]                                 |